# 東京都立大田桜台高等学校

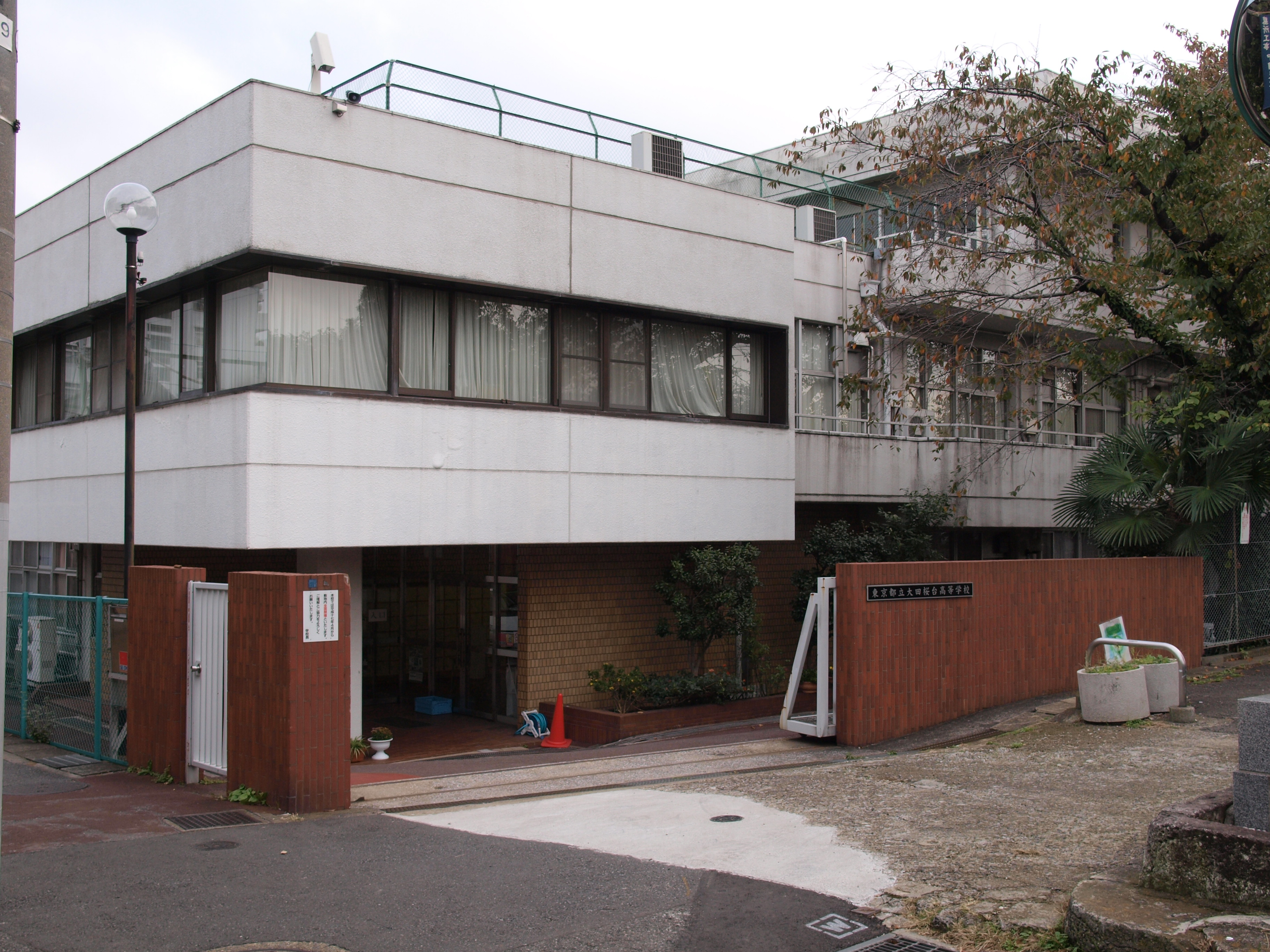
旧南青山キャンパス

東京都立大田桜台高等学校（とうきょうとりつ おおたさくらだいこうとうがっこう）は、東京都大田区中馬込三丁目に所在する都立高等学校。学校関係者からは「桜台」と呼ばれている。

## 設置学科
- ビジネスコミュニケーション科

## 概要
東京都立赤坂高等学校と東京都立市ヶ谷商業高等学校を発展的に統合し2009年4月に開校した。2011年度より、東京都立南高等学校跡地に建設される新キャンパスに移転した。
千早高等学校に次いで二校目となるビジネスコミュニケーション科の進学型専門高校で、英語教育とビジネス教育を重視している。また、国語教育にも重点を置き伝統文化やコミュニケーション能力を養う教育を行っている。

## 沿革
- 2002年 - 「都立高校改革推進計画・新たな実施計画」により、東京都立赤坂高等学校（全日制課程）と東京都立市ヶ谷商業高等学校（全日制課程）を発展的に統合し、進学型専門学校（進学型商業高校）を設置することが策定される
- 2005年 大田地区進学型専門学校（大田地区商業高校）基本計画検討委員会及び同専門委員会設置
- 2009年 東京都立大田桜台高等学校として開校。都立赤坂高校があった南青山2丁目に暫定校舎を置いた。
- 2011年 馬込新キャンパスに移転
- 2013年 言語能力向上推進校に指定される
- 2016年 英語教育推進校に指定される

## 部活動
運動部12・文化部12の部活動が存在する。大田桜台高等学校では卓球部が有名であり、女子の部では国公立大会2連覇や昨年には悲願の関東大会出場を決めた。男子は関東大会予選・インターハイ予選ベスト８、国公立大会団体戦優勝や個人種目でも第３位という成績を収めている。横須賀オープンでは男女共に初優勝を飾った。（平成30年2月現在）
また、文化部では演劇部が過去に地区大会で奨励賞を取る実績を持ち、令和元年度には創部以来初の中央大会(都大会)出場を果たした。
その他にも資格検定部や国際交流部などユニークな部活動も存在している。

運動部
- 卓球部
- 水泳部
- 陸上部
- ダンス部
- 硬式野球部
- 硬式テニス部
- バドミントン部
- バスケットボール部
- 女子バレーボール部
- サッカー部

文化部
- 演劇部
- 美術部
- 華道部
- 写真部
- 茶道部
- 吹奏楽部
- 軽音楽部
- 国際交流部
- 自然研究部
- 伝統文化部
- 漫画アニメ部
- PC・資格・検定部

## 英語教育・国語教育
大田桜台高等学校は東京都言語能力向上推進校の指定を受けている。
英語教育
大田桜台高校では、英語の単位数が最低20単位と普通科の高校以上ある。また、授業の特徴として『多読・多聴』というものを取り組んでいる。辞書を使わずに英語の本を読んだり、CDやパソコンを使いながら読んだりする。外国人講師の授業も1年次は週に1回、2年次は2回と英語で話す機会がとても多い。全体的に会話やコミュニケーション能力の向上を前提とした授業が中心となっている。
異文化交流
大田桜台高等学校では、異文化交流を積極的に行っている。1年次に行うアメリカンキャンプは日本語の喋れないアメリカ人の大学生達と共に交流を深めていくというプログラムである。英語活動や異文化体験をすることによって英語との隔たりを無くして多く英語に触れ合う事を目的としている。また『Cool Japan 』と称しアメリカ人に日本の文化について伝えるというプログラムもある。2年次では修学旅行で立命館アジア太平洋大学に行き世界各国の留学生達と交流をする。楽しいゲームから、異文化理解として『社会貢献』を考えるグループディスカッションなどを行う。
国語教育
英語だけでは無く国語教育にも力を入れている。英語と同じくコミュニケーション能力を高める授業を行っている。2年次から現代文・古典の習熟度別授業を行いきめ細かい指導をしている。また、様々な入試形態に対応できるよう小論文やプレゼンテーション能力の向上も図っている。日本の文化理解の授業も取り組んでおり百人一首大会や平安装束を着て文化理解を高めるという充実した授業もある。

## キャリア教育
大田桜台高等学校ではキャリア教育を行っている。入学直後から卒業後の進路設計に取り組む。キャリア教育を行うことで進路（進学）に向けた取り組みを明確にする事が目的としている。
- 1年次 - キャリアデザイン
生徒1人1人の勤労観や職業観、倫理観を育成すると共にそれぞれに相応しい将来のキャリアを形成していく為に必要な知識を習得する。
- 2年次 - 東京の経済
国際化した東京のビジネスや産業、経済活動を様々な方面から学ぶ。東京の経済活動を理解・研究し、その成果を発表する。
- 3年次 - プレゼンテーション技術
ロールプレイやディベートなど体験的な学習を通してグローバル化するビジネス社会において不可欠なプレゼンテーション技術や能力を育てる

## 特記事項
- 東京都立大田桜台高等学校は東京プランニング・ラボの参加校である。2023年、東京都の商業高校7校の生徒は山崎製パンと共同開発を行った。2024年4月、ヤマザキランチパック青春の味（ラムネ風味クリーム＆ホイップ）として販売された。

## 高大連携
- 専修大学との連携教育活動をしている。

## 交通
馬込キャンパス
- 都営地下鉄浅草線 西馬込駅 徒歩13分
- 都営地下鉄浅草線 馬込駅 徒歩20分
- 東急大井町線 荏原町駅 徒歩30分
- 東急池上線 長原駅 徒歩20分
- 東急バス　森06 森07　大東園前 下車徒歩13分

## 制服
- 冬服 - 男子：詰襟、女子：セーラー服
- 夏服 - 男子：ワイシャツ、女子：セーラー服